# Папарига Роман Русланович
Роман Русланович Папарига (нар. 9 липня 1999, Ділове, Закарпатська область, Україна) — український футболіст, нападник узбецького клубу «Кизилкум».

## Життєпис
Народився в Закарпатській області. Вихованець ДЮСШ (Щасливе). Окрім вище вказаної команди у ДЮФЛУ виступав за «Мункач». У 2017 році виїхав до Угорщини, де виступав в академії «Варда» (Кішварда). У 2018 році повернувся до України, виступав за рахівські «Карпати» в чемпіонаті Закарпатської області. З серпня 2019 по березень 2020 року виступав за один з нижчолігових словацьких клубів. У 2020 році повернувся до України, захищав кольори «Мункача» в аматорському чемпіонаті України.
Наприкінці березня 2021 року став гравцем берестейського «Руху», але в складі команди не зіграв жодного офіційного матчу. Майже відразу відправився в оренду до завершення сезону 2021 року в «Енергетик-БДУ». На одному з передматчевих тренувань отримав травму, через що не грав два місяці. Дебютував за нову команду 22 червня 2021 року в переможному (4:0) виїзному поєдинку кубку Білорусі проти «Молодечно». Роман вийшов на поле на 70-ій хвилині, замінивши Аїка Мусаханяна. У Вищій лізі Білорусі дебютував 26 червня 2021 року в переможному (3:2) виїзному поєдинку 14-го туру проти мозирської «Славії». Папарига вийшов на поле на 60-ій хвилині, замінивши Аїка Мусаханяна, а на 76-ій хвилині відзначився своїм першим голом за «Енергетик-БДУ».